# لوثر روبرتس
لوثر روبرتس (بالإنجليزية: Luther Roberts)‏ هو لاعب رماية أمريكي، ولد في 30 يونيو 1902 في نيفادا في الولايات المتحدة، وتوفي في 3 أغسطس 1972 في إسكونديدو في الولايات المتحدة.

## وصلات خارجية
- لوثر روبرتس على موقع أوليمبيديا (الإنجليزية)